# Strukturna formula
Strukturna ili racionalna formula hemijskog jedinjenja je grafička reprezentacija molekulske strukture, koja prikazuje kako su atomi uređeni. Hemijsko vezivanje unutar molekula je prikazano, bilo eksplicitno ili implicitno. Takođe se koristi nekoliko drugih formata, kao na primer u hemijskim bazama podataka, kao što su SMILES,  i .
Za razliku od hemijskih formula ili hemijskih imena, strukturne formule sadrže informaciju o molekulskoj strukturi. Hemičari skoro uvek opisuju hemijske reakcije ili sintezu koristeći strukturne formule umesto hemijskih imena, jer strukturne formule omogućavaju vizualizaciju molekula i promena.
Mnoga hemijska jedinjenja postoje u različitim izomernim formama, koje imaju različite strukture, a istu sveukupnu hemijsku formulu. Strukturne formule indiciraju način uređenja atoma na način, koji se ne može ostvariti hemijskom formulom.